# 菊水の滝 (愛知県)
菊水の滝（きくすいのたき）は、愛知県日進市にある天白川水系に属する滝。六坊の滝とも呼ばれる。

## 概要
県道57号線の脇にある菊水公園の付近、御岳山（六坊山）のふもと（日進市竹の山）に存在し、雄瀧（落差12m）と雌瀧（落差3m）の2つの滝で構成される。雄瀧の水源は三ツ池、雌瀧の水源は弁天池である。
かつては岩崎滝（いわさきのたき）と呼ばれ、御岳山信仰の信者の人々が、この滝に打たれ身を清めてから山に登っていたことから修行場として知られていた。『尾張名所図会』でも紹介されており、、「竹の山の西南、六坊山のふもとにあり。高さ六丈余。夏日霖雨の節ハ飛流十倍して実に人の耳目を驚かす」とある。『長久手安見之図』などの古戦場巡りの絵図にも描かれた。
この滝の石は珪岩でできており、岩崎村の村人はこの石を用いて刃物を研いでいた。
泥棒がこの滝の石で刃物を研いでいたところ、村人に見つかり取り押さえられたという逸話が存在する。
現在でも名所となっており、日進市の和菓子屋である『槌屋製菓舗』では、『日進三彩水羊羹　菊水の滝』という、この滝をモチーフにした和菓子が販売されている。

## 地理

### 河川
滝は菊水川の上流部に存在する。
岩崎川支川の普通河川。御岳山付近に源を発し、竹田川とともに岩崎橋付近で岩崎川に合流、岩崎川はその後、天白川と合流して伊勢湾に流れる。
菊水の滝付近を除く上流は暗渠化されており、暗渠部分は遊歩道として整備されている。
『長久手安見之図』ではその姿が描かれている。

### 周辺施設
御岳山の北には不動の滝と呼ばれる水のない滝も存在する。
- 弘徳天満宮
- 三笠山神社
- 岩崎御嶽社
- 平成展望台
- 岩崎城跡公園
- 大応寺
- 弁天池公園